# Turkawka wschodnia
Turkawka wschodnia, synogarlica wschodnia (Streptopelia orientalis) – gatunek średniej wielkości ptaka z rodziny gołębiowatych (Columbidae), zamieszkujący Azję. Nie jest zagrożony.

## Zasięg występowania
Zamieszkuje środkową, wschodnią i południową Azję. Wędrowny (poza południowymi populacjami). Zimuje w południowej Japonii, Chinach, Indiach, Sri Lance i na Półwyspie Indochińskim. Sporadycznie pojawia się w północnej i zachodniej Europie oraz na Alasce i w Kolumbii Brytyjskiej.
Do Polski zalatuje wyjątkowo – stwierdzony w 2002, dwukrotnie w 2013 (osobnik zaobserwowany po raz pierwszy w 2013 w Suchedniowie w woj. świętokrzyskim spędził tam cztery zimy z rzędu) oraz w 2021 roku.

## Podgatunki
Wyróżnia się 5 lub 6 podgatunków:
- turkawka wschodnia[5] (S. orientalis orientalis) – środkowa Syberia po Japonię i Chiny, wschodnie Himalaje i Tajwan
- turkawka białobrzucha[5] (S. orientalis meena) – południowo-zachodnia Syberia po Iran i środkowe Himalaje
- S. orientalis stimpsoni – archipelag Riukiu
- S. orientalis erythrocephala – południowe i środkowe Indie
- S. orientalis agricola – północno-wschodnie Indie, Mjanma i północna Tajlandia do południowo-środkowych Chin

Handbook of the Birds of the World wyróżnia jeszcze występujący na Tajwanie podgatunek S. orientalis orii, który przez IOC jest uznawany za synonim S. orientalis orientalis. Opisano też nieuznawane obecnie podgatunki baicalensis, meridionalis, sylvicola czy khasiana.

## Morfologia
WyglądUpierzenie sinoszare, grzbiet i pokrywy skrzydeł brązowordzawe z ciemniejszymi plamami. Gardło i pierś z różowym nalotem, brzuch biały. Na bokach szyi trzy czarno-szaroniebieskie prążki. Samica jest podobna do samca, ale na szyi i piersi jest bardziej matowa i brązowa. Turkawka wschodnia jest bardzo podobna do turkawki, lecz większa od niej i o większych plamach.
Wymiary średniedługość ciała 33–35 cm
rozpiętość skrzydeł około 60 cm
Masa ciała165–274 g

## Ekologia

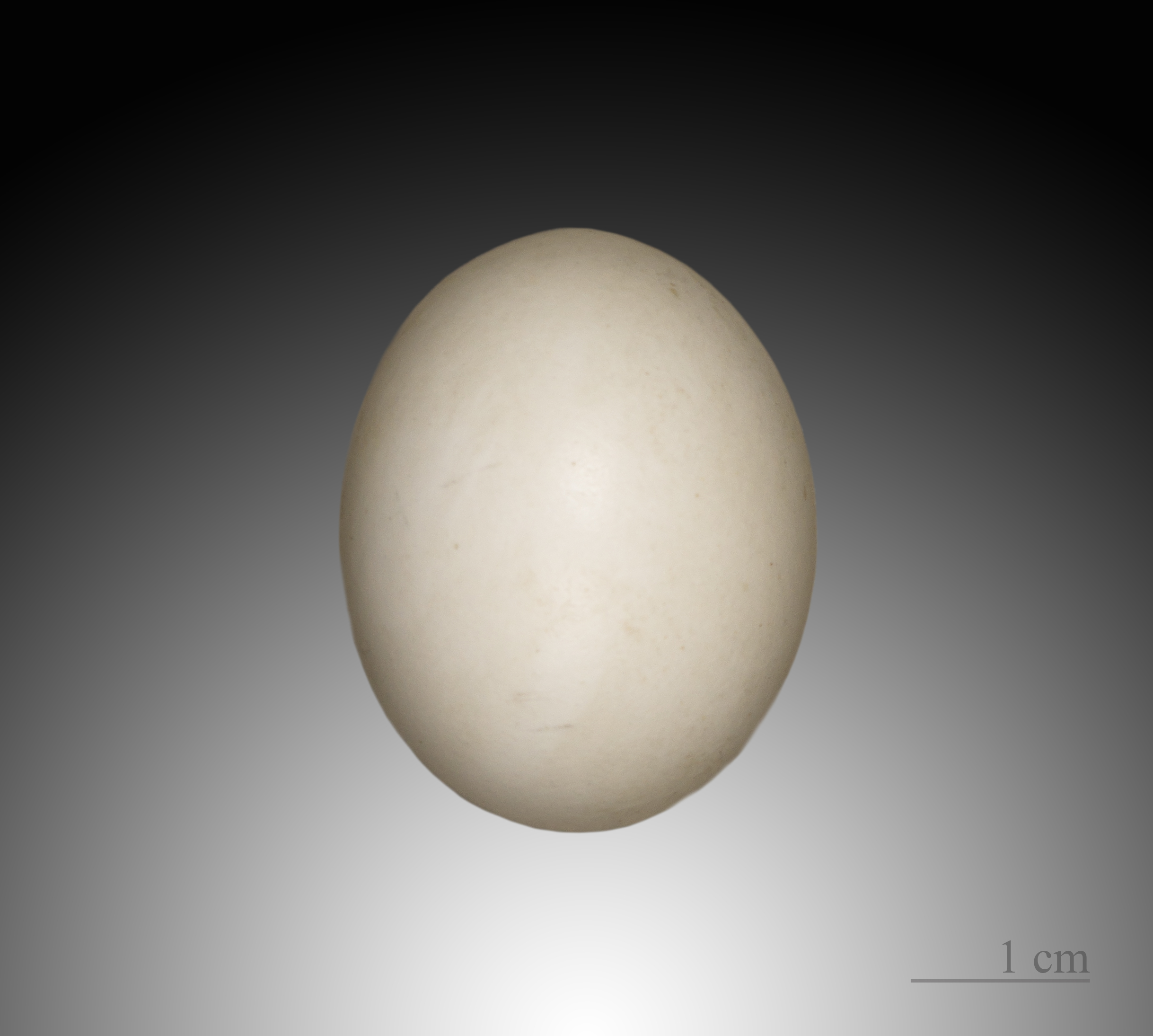
Jajo z kolekcji muzealnej

BiotopGatunek ten spotykany jest od terenów nizinnych do 4000 m n.p.m. w Nepalu. Występuje w wielu różnych typach siedlisk, w tym na obrzeżach lasów, w luźnych zadrzewieniach, zaroślach i zadrzewionych terenach rolniczych. Często spotykany jest w pobliżu pól uprawnych, wzrasta też jego liczebność na obszarach miejskich. Lęgnie się w lasach mieszanych, a także w lasach bambusowych na wzgórzach, w zależności od zasięgu.
LęgiSezon lęgowy trwa od maja do sierpnia na północy, a od listopada do lutego w południowych Indiach. Wyprowadza kilka lęgów w sezonie. Jest ptakiem monogamicznym.
GniazdoNa drzewie lub krzewie, umieszczone na wysokości do 10 m nad ziemią. To wątła platforma zbudowana z gałązek w ciągu około czterech dni.
Jaja i wysiadywanieDwa białe jaja w zniesieniu. Wysiadywanie trwa 14–16 dni, a zajmują się nim oba ptaki z pary – samica w nocy, a samiec w dzień.
PisklętaPisklęta są początkowo karmione ptasim mleczkiem, a potem stopniowo nasionami traw i ziarnem. Opuszczają gniazdo po 14–17 dniach od wyklucia, choć przez pewien czas są jeszcze zależne od pożywienia dostarczanego przez rodziców.
PożywienieŻeruje głównie na ziemi i często wyjada ziarna z pól uprawnych. Żywi się również nasionami traw, bambusa i chwastów.

## Status i ochrona
Międzynarodowa Unia Ochrony Przyrody (IUCN) uznaje turkawkę wschodnią za gatunek najmniejszej troski (LC – Least Concern) nieprzerwanie od 1988 roku. Liczebność populacji nie została oszacowana, ale ptak ten opisywany jest jako zazwyczaj pospolity. Ze względu na brak dowodów na spadki liczebności bądź istotne zagrożenia dla gatunku BirdLife International uznaje trend liczebności populacji za prawdopodobnie stabilny.
Na terenie Polski gatunek ten jest objęty ścisłą ochroną gatunkową.